# Heteralonia melanoptera
Heteralonia melanoptera är en tvåvingeart som först beskrevs av Peter Simon Pallas och Christian Rudolph Wilhelm Wiedemann 1818.  Heteralonia melanoptera ingår i släktet Heteralonia och familjen svävflugor. Inga underarter finns listade i Catalogue of Life.